# Parafia św. Teresy od Dzieciątka Jezus w Gdańsku
Parafia św. Teresy od Dzieciątka Jezus w Gdańsku – rzymskokatolicka parafia w dekanacie Gdańsk-Siedlce, w archidiecezji gdańskiej. Erygowana w 2002 roku przez ówczesnego arcybiskupa Tadeusza Gocłowskiego.

## Historia
Parafia pw. św. Teresy od Dzieciątka Jezus powstała wskutek wydzielenia części terytorium gdańskich parafii: św. Maksymiliana Kolbe na Suchaninie i Chrystusa Króla. 12 czerwca 2000 roku z polecenia arcybiskupa Tadeusza Gocłowskiego na osiedlu Suchanino w Gdańsku zaczęto formować nowy ośrodek duszpasterski. Do tego zadania wyznaczono ks. Andrzeja Bemowskiego – ówczesnego wikariusza parafii pw. Chrystusa Króla w Gdańsku. 15 lipca 2002 roku arcybiskup Tadeusz Gocłowski erygował parafię. Kościołem parafialnym ustanowiono kościół pod wezwaniem Św. Teresy od Dzieciątka Jezus, który parafia wybudowała. Do czasu wybudowania kościoła rolę świątyni parafialnej spełniała kaplica pod tym samym tytułem, na posesji przy ulicy Powstańców Warszawskich 35. 25 sierpnia 2002 biskup Zygmunt Pawłowicz dokonał poświęcenia kaplicy.
Po pięciu latach, w 2007 roku, została zakupiona działka od Skarbu Państwa pod budowę domu parafialnego i kościoła. 30 września 2007 roku biskup Zygmunt Pawłowicz poświęcił teren pod budowę kościoła oraz krzyż stojący przed domem parafialnym. Po ponad dwóch latach w październiku 2009 roku została zatwierdzona koncepcja projektu kościoła. 19 maja 2010 roku rozpoczęła się budowa świątyni. Od maja 2013 roku w każdą niedzielę i w święta w nowym kościele sprawowana jest msza święta. 29 września 2013, w 140-lecie urodzin Teresy od Dzieciątka Jezus, ksiądz arcybiskup Sławoj Leszek Głódź wmurował kamień węgielny poświęcony 5 września 1986 roku przez Jana Pawła II w Watykanie.

## Działalność społeczna i duszpasterska
W 2010 roku w budynku plebanii zostało otwarte niepubliczne przedszkole.

## Wspólnoty parafialne
W parafii działają następujące wspólnoty:
- Liturgiczna Służba Ołtarza
- Schola Dziecięca
- Żywy Różaniec (4 wspólnoty):
  - Św. Teresy od Dzieciątka Jezus
  - Św. O.Pio
  - Św. Anny
  - Św. Wojciecha
- Rada Parafialna
- Caritas Parafialna
- Wspólnota „Marana-tha”
- Apostolat Królowej Pokoju i Powołań
- Wspólnota Miłosierdzia Bożego

## Obszar parafii
| Lp. | Nazwa osiedla | ulice |
| --- | ------------- | --- |
| 1   | os. Aniołki   | Kolonia Przybyszewskiego, Giełguda, Kolonia Jordana, Kolonia Ochota, Kolonia Praca, Dąbrowskiego, Żołnierska, Kozietulskiego, Poniatowskiego, Świdnicka, Focha |
| 2   | os. Suchanino | Taborowa, Cygańska Góra, Powstańców Warszawskich 45-53 |
| 3   | os. Siedlce   | Ojcowska, Wyczółkowskiego 88-94, Powstańców Warszawskich 35-41                                                                                                 |

## Księża w parafii

### Proboszcz
- Od 15 lipca 2002 – ks. kan. Andrzej Bemowski[6]

### Wikariuszowie
- 15 lipca 2002 – 20 sierpnia 2007 – ks. Roman Naleziński (późniejszy proboszcz parafii św. Szymona z Lipnicy w Koleczkowie[7])[1][8]
- 20 sierpnia 2007 – 30 czerwca 2012 – ks. Krzysztof Ławrukajtis (późniejszy wikariusz parafii św. Brygidy w Gdańsku[9])[8][10]
- 1 lipca 2012 – 30 czerwca 2013 – ks. Karol Pstrągowski (późniejszy wikariusz parafii św. Jadwigi Królowej w Gdyni[11])[10][12]
- 1 lipca 2013 – 30 czerwca 2016 – ks. Artur Słomka (późniejszy wikariusz parafii św. Krzysztofa w Gdańsku[13])[12][14]
- 1 lipca 2016 – 30 czerwca 2019 – ks. Tomasz Dunst (późniejszy wikariusz parafii Matki Boskiej Różańcowej w Gdyni[15])[14][16]
- Od 1 lipca 2019 – ks. Piotr Tartas[17][16]